# Nemacheilus pantheroides
Nemacheilus pantheroides là một loài cá vây tia thuộc họ Balitoridae. Loài này có ở Israel và Syria.
Môi trường sống tự nhiên của chúng là sông ngòi. Chúng hiện đang bị đe dọa vì mất môi trường sống.